# Beaujolais nouveau
Le beaujolais nouveau, ou beaujolais primeur, est un vin de primeur produit dans le vignoble du Beaujolais, au sein de l'appellation d'origine contrôlée beaujolais ou au sein de la dénomination beaujolais-villages, essentiellement à partir du cépage gamay N.
La commercialisation est autorisée immédiatement à la fin de la vinification ; il est mis en vente dans le monde entier le troisième jeudi de novembre.

## Historique
Le 8 septembre 1951, un arrêté paru au Journal officiel dispose que les vins d'appellation d'origine ne peuvent être vendus qu'à partir du 15 décembre. Cependant, à la suite des réclamations des syndicats viticoles, une note du 13 novembre 1951 précise « dans quelles conditions certains vins peuvent être commercialisés dès maintenant sans attendre le déblocage du 15 décembre ». C'est cette note qui de fait a créé l'appellation « beaujolais nouveau ».
Pendant les quinze années suivantes, la date fut variable, et ce n'est qu'à partir de 1967 qu'elle fut fixée au 15 novembre jusqu'en 1985, année lors de laquelle elle fut fixée au troisième jeudi de novembre, d'une part pour des raisons de calendrier, car il tombait trop près du jour férié du 11 novembre (anniversaire de l'armistice de 1918), d'autre part pour des raisons pratiques, car il arrivait que cela tombe un week-end.

## Situation géographique

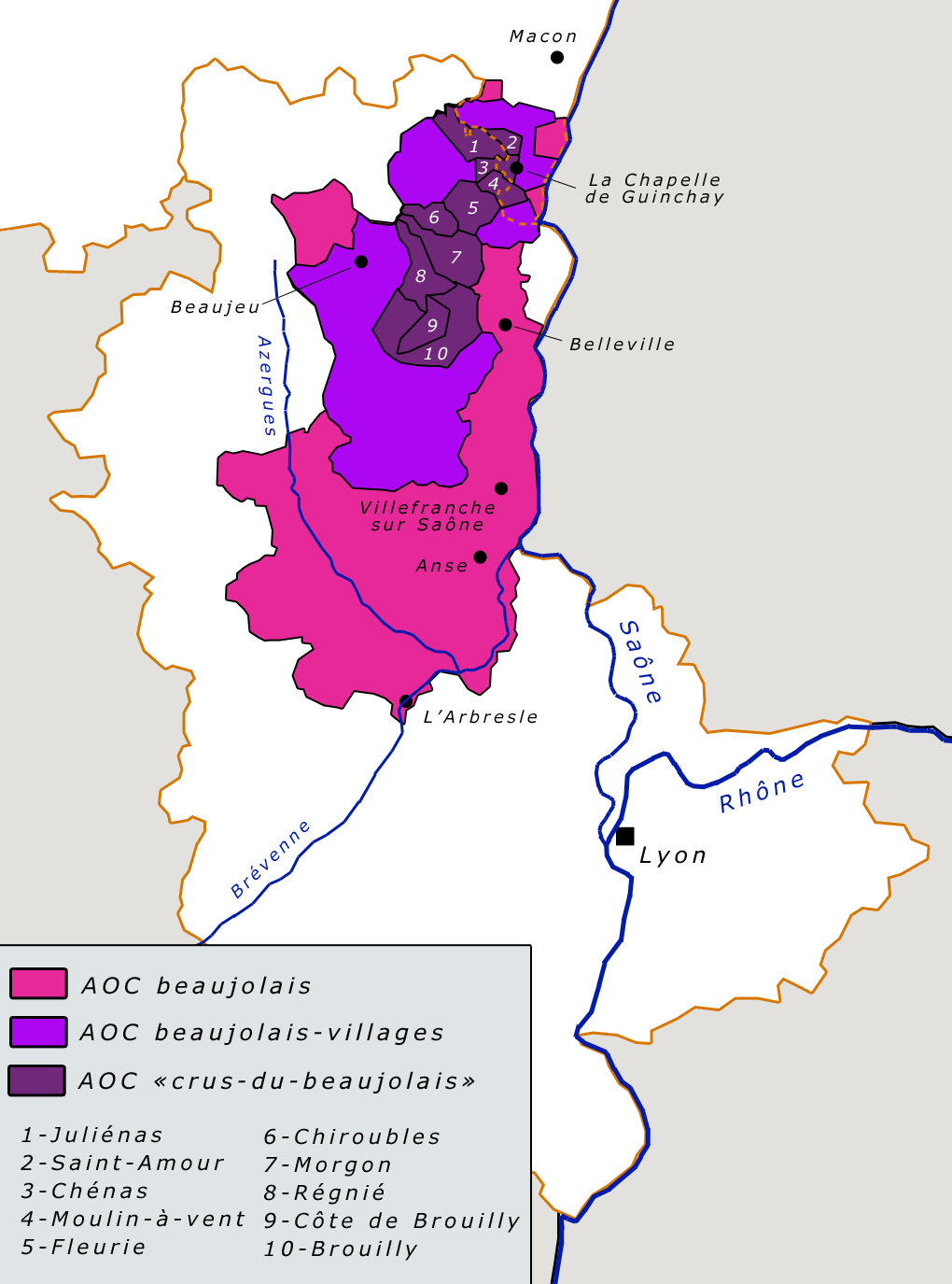
Carte du vignoble du Beaujolais.

Le beaujolais nouveau est produit sur l'ensemble de l'aire d'appellation des beaujolais et beaujolais-villages, soit sur une zone de 55 kilomètres de long entre Mâcon au nord et L'Arbresle, près de Lyon, au sud.
L'aire couvre la majeure partie de la plaine de Saône et du piémont des monts du Lyonnais, dans l'arrondissement de Villefranche-sur-Saône (département du Rhône) et le canton de la Chapelle-de-Guinchay (département de Saône-et-Loire).

### Orographie et géologie
Le Beaujolais viticole est partagé entre deux formations géologiques séparées par la rivière Nizerand.
Au nord du Nizerand, le long du versant oriental des monts du Beaujolais, se situe une formation de roches plutoniques (granite) dite « granite de Fleurie »,. Cette roche affleure en altitude sur des coteaux très pentus ; elle se désagrège en sable de pH acide (appelé arène granitique). Depuis longtemps, l'érosion a amassé du sable au pied du relief : c'est essentiellement dans cette partie que le vignoble a été planté. Cependant, la vigne a aussi conquis le bas du relief, donnant des vignes difficiles à travailler et à mécaniser avec des pentes importantes. La vigne pousse sur un sol plus ou moins profond, bien drainé par le sable et pauvre. Il fallait ces conditions de culture pour freiner la fertilité importante du gamay.
Au sud du Nizerand, se situe une formation géologique sédimentaire. Il s'agit de coteaux calcaires entre le Nizerand et l'Azergues appelé « pierres dorées » ; le gamay doit y être maîtrisé par le viticulteur sur un terrain qui ne le limite pas. C'est cette partie du vignoble qui est la vitrine du vignoble, visible depuis l'autoroute A6 après le péage de Limas près de Villefranche-sur-Saône. Sur la partie amont de la vallée de l'Azergues, le sous-sol est constitué de schistes, centré sur les communes de Sainte-Paule, Ternand, Saint-Vérand et Létra, le gamay retrouve un terrain à pH acide et pauvre. Il y donne des vins fins, fruités, charpentés et de bonne garde.

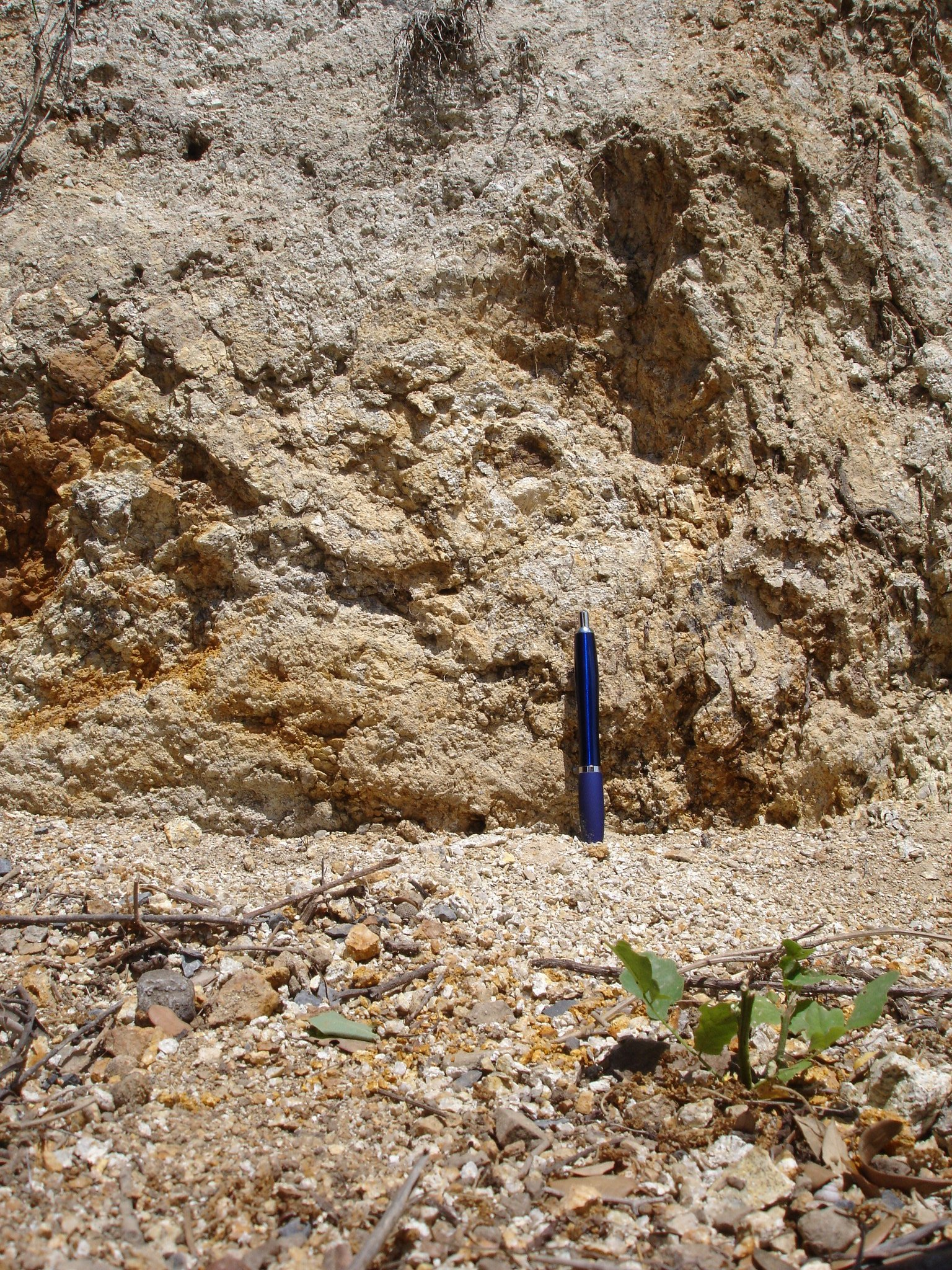
Arène granitique ou granite dégradé.
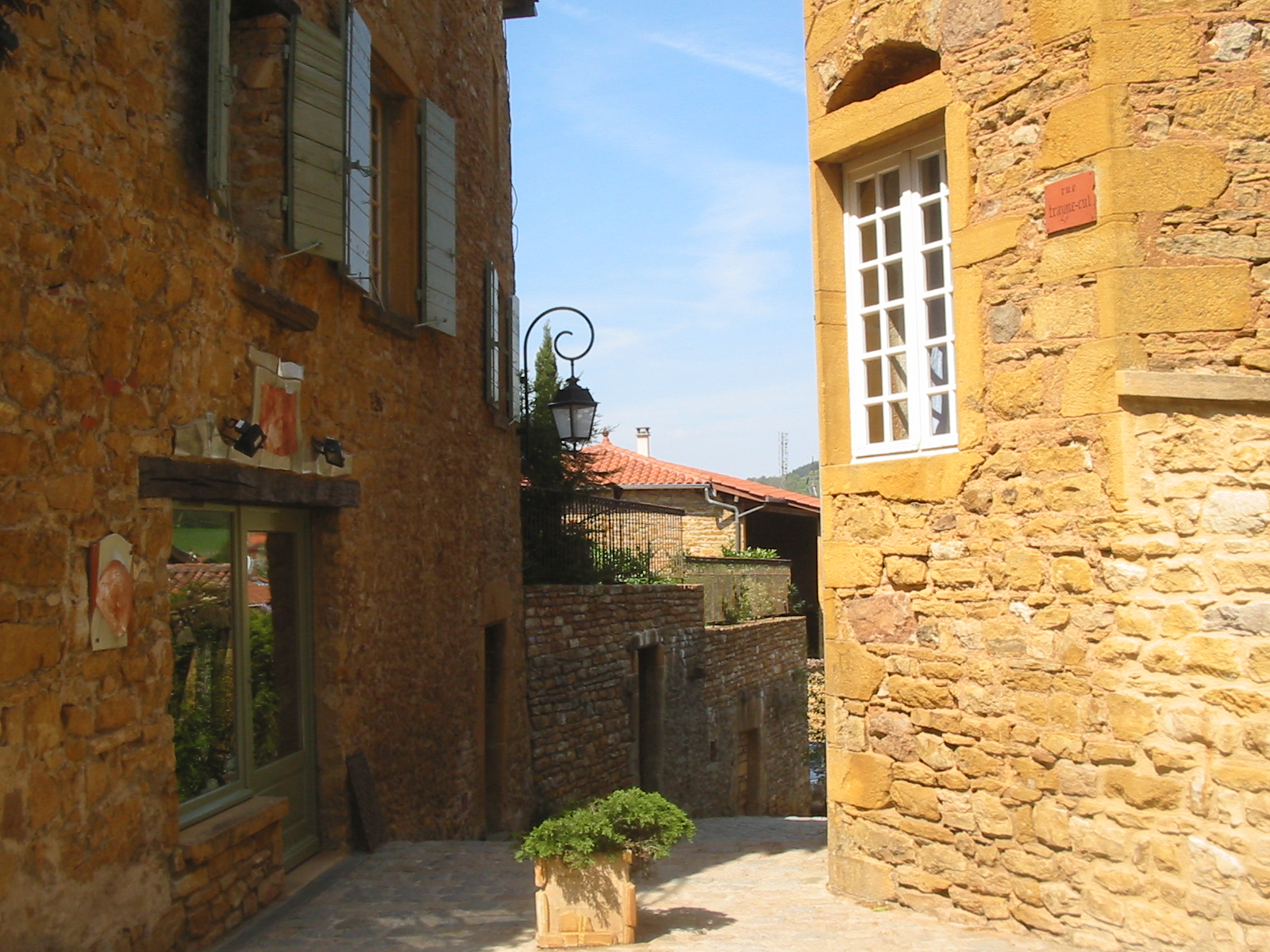
Constructions en pierres dorées (rue Trayne Cul à Oingt).

### Climatologie
La station météo de Charnay-lès-Mâcon, près de Mâcon (à 216 mètres d’altitude) est proche de la limite nord de l’aire de production des deux appellations. Ses valeurs climatiques de 1961 à 1990 sont : 
| Mois                              | jan. | fév. | mars  | avril | mai   | juin  | jui.  | août  | sep.  | oct.  | nov. | déc. | année   |
| --------------------------------- | ---- | ---- | ----- | ----- | ----- | ----- | ----- | ----- | ----- | ----- | ---- | ---- | ------- |
| Température minimale moyenne (°C) | −0,6 | 0,7  | 2,5   | 5,2   | 8,9   | 12,3  | 12,4  | 13,9  | 11,1  | 7,5   | 2,9  | 0,1  | 6,6     |
| Température moyenne (°C)          | 2,1  | 4    | 6,8   | 10    | 13,9  | 17,5  | 20,1  | 19,4  | 16,4  | 11,7  | 6    | 2,7  | 10,9    |
| Température maximale moyenne (°C) | 4,9  | 7,3  | 11,1  | 14,8  | 18,9  | 22,8  | 25,7  | 24,9  | 21,7  | 15,9  | 9,1  | 5,3  | 15,2    |
| Ensoleillement (h)                | 56,1 | 87,8 | 146,5 | 185,9 | 211,6 | 249,3 | 288,9 | 250,2 | 202,8 | 124,5 | 68,6 | 52,5 | 1 924,7 |
| Précipitations (mm)               | 66,3 | 60,9 | 58,7  | 69,4  | 85,9  | 74,7  | 58,1  | 77,1  | 75,7  | 71,7  | 72,7 | 70,4 | 841,4   |

La station météo de Villefranche-sur-Saône (à 195 mètres d’altitude) est proche de la limite sud-est de l’aire de production. Ses valeurs climatiques de 1961 à 1990 sont : 
| Mois                              | jan. | fév. | mars | avril | mai  | juin | jui. | août | sep. | oct. | nov. | déc. | année |
| --------------------------------- | ---- | ---- | ---- | ----- | ---- | ---- | ---- | ---- | ---- | ---- | ---- | ---- | ----- |
| Température minimale moyenne (°C) | −0,6 | 0,6  | 2,4  | 5,1   | 8,9  | 12,2 | 14,3 | 13,5 | 10,7 | 7,2  | 2,7  | 0,1  | 6,4   |
| Température moyenne (°C)          | 2,5  | 4,2  | 6,9  | 10,2  | 14,2 | 17,7 | 20,2 | 19,4 | 16,4 | 11,9 | 6,3  | 3    | 11,1  |
| Température maximale moyenne (°C) | 5,5  | 7,9  | 11,5 | 15,2  | 19,4 | 23,2 | 26,1 | 25,2 | 22,1 | 16,5 | 9,8  | 5,9  | 15,7  |
| Précipitations (mm)               | 47,3 | 45,4 | 47,4 | 58,5  | 82   | 71,4 | 59,8 | 81,6 | 71,6 | 67,2 | 60,1 | 51,7 | 744   |

Le climat du Beaujolais est un climat continental. Les hivers sont froids et relativement secs. L’influence continentale est renforcée par le vent du nord. Favorable à l’état sanitaire du raisin, il est bénéfique l’été et l’automne. En revanche, au printemps, il peut amener des gelées tardives dévastatrices. La fertilité des yeux secondaires du gamay N ne permet pas toujours de rattraper la perte et de donner un rendement correct. La Saône joue un rôle modérateur sur la rudesse du climat continental.
L’influence océanique est nettement atténuée par l’abri naturel des monts du Beaujolais. Parfois, les vents d’ouest donnent même un effet de fœhn. Ce vent d’ouest asséché et réchauffé sur le relief assainit le vignoble et accélère la maturité du raisin.
Le Beaujolais, le plus méridional des vignobles bourguignons, reçoit aussi une influence non négligeable du climat méditerranéen. Les étés sont généralement ensoleillés, aidant la maturité du gamay, un cépage précoce. Une sécheresse estivale modérée donne de la concentration au raisin. En revanche, les orages sont redoutés, particulièrement lorsqu’ils amènent de la grêle.
Les parcelles sont majoritairement orientées vers l’est ou le sud, assainissant le raisin des rosées matinales. L’altitude des coteaux par rapport à la rivière isole la plus grande part du vignoble des brouillards hivernaux qui envahissent fréquemment la vallée de la Saône.
La palette des vins du Beaujolais doit une partie de sa variété aux microclimats (liés à la pente, l’exposition, la protection du relief) tout autant qu’aux sols.

## Vignoble

### Aire d'appellation

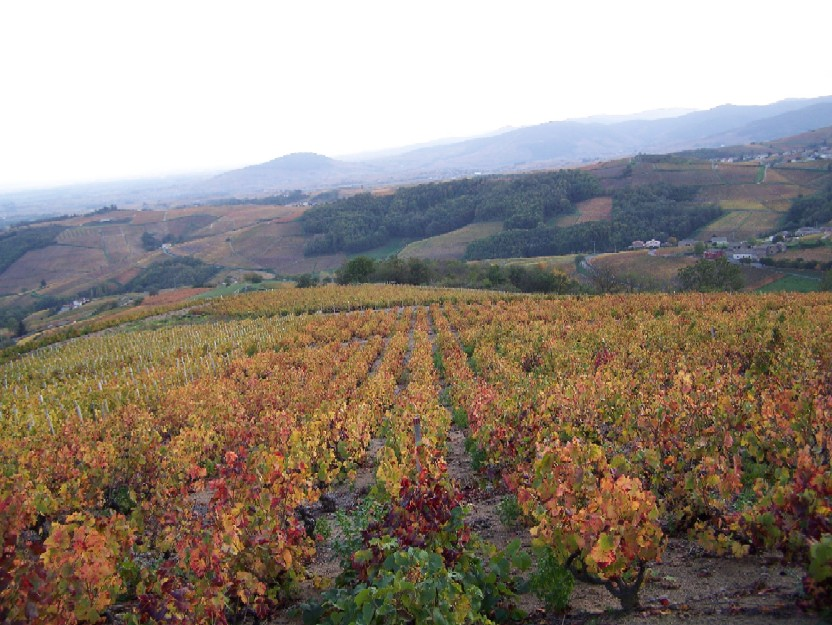
Vignes au nord de Beaujeu.

Selon le décret de 2022, la récolte des raisins, la vinification et l'élaboration des vins sont assurées sur le territoire des communes suivantes :
Département du Rhône : Alix, Anse, L'Arbresle, Les Ardillats, Arnas, Bagnols, Beaujeu, Belleville, Belmont-d'Azergues, Blacé, Bully, Cercié, Chambost-Allières, Chamelet, Charentay, Charnay, Châtillon, Chazay-d'Azergues, Chénas, Chessy, Chiroubles, Cogny, Corcelles-en-Beaujolais, Dareizé, Denicé, Émeringes, Fleurie, Frontenas, Gleizé, Jarnioux, Juliénas, Jullié, Lacenas, Lachassagne, Lancié, Lantignié, Le Bois-d'Oingt, Le Breuil, Légny, Létra, Liergues, Limas, Lozanne, Lucenay, Marchampt, Marcy, Moiré, Montmelas-Saint-Sorlin, Morancé, Nuelles, Odenas, Oingt, Les Olmes, Le Perréon, Pommiers, Pouilly-le-Monial, Quincié-en-Beaujolais, Régnié-Durette, Rivolet, Saint-Clément-sur-Valsonne, Saint-Cyr-le-Chatoux, Saint-Didier-sur-Beaujeu, Saint-Étienne-des-Oullières, Saint-Étienne-la-Varenne, Saint-Georges-de-Reneins, Saint-Germain-sur-l'Arbresle, Saint-Jean-d'Ardières, Saint-Jean-des-Vignes, Saint-Julien, Saint-Just-d'Avray, Saint-Lager, Saint-Laurent-d'Oingt, Saint-Loup, Saint-Romain-de-Popey, Saint-Vérand, Sainte-Paule, Salles-Arbuissonnas-en-Beaujolais, Sarcey, Ternand, Theizé, Vaux-en-Beaujolais, Vauxrenard, Vernay, Ville-sur-Jarnioux et Villié-Morgon.
Département de Saône-et-Loire : Chaintré, Chânes, La Chapelle-de-Guinchay, Chasselas, Crêches-sur-Saône, Leynes, Pruzilly, Romanèche-Thorins, Saint-Amour-Bellevue, Saint-Symphorien-d'Ancelles et Saint-Vérand.
Certaines parcelles sur ces communes bénéficient du droit à l'appellation jusqu'à leur arrachage ou jusqu'à la récolte 2013 incluse.

### Encépagement

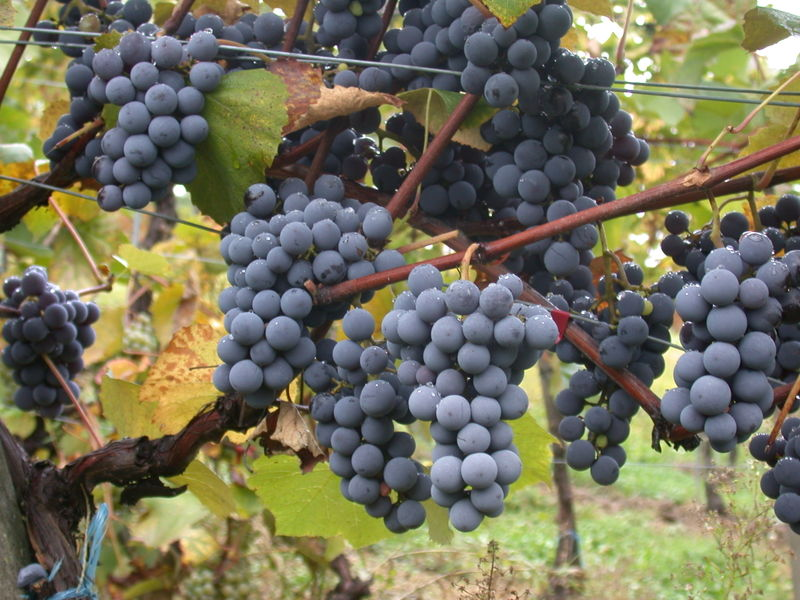
Grappes de gamay.

L'essentiel de la production est faite avec du gamay N, appelé aussi « gamay noir à jus blanc » pour le différencier des autres gamay, mais le cahier des charges autorise aussi comme cépages accessoires : le chardonnay B, l'aligoté B, le melon B, le pinot gris G, le pinot noir N, le gamay de Bouze N et le gamay de Chaudenay N. La proportion des de gamay de Bouze N et de gamay de Chaudenay N doit être est inférieure ou égale à 10 % de l’encépagement. Les autres cépages accessoires sont autorisés uniquement en mélange de plants dans les vignes, et leur proportion totale est limitée à 15 % au sein de chaque parcelle.
Le gamay noir à jus blanc est un cépage précoce, débourrant tôt. Il est un gros producteur (il peut atteindre des rendements de plus de 200 hectolitres par hectare), à tel point que pour faire un vin de qualité il faut limiter le rendement en plantant sur des sols peu fertiles (notamment sur les arènes granitiques de l'aire d'appellation beaujolais-villages, donnant un sol pauvre et acide), densément (plus que les 5 000 ou 6 000 pieds par hectare), en faisant des tailles sévères ou encore en faisant une vendange en vert. L'irrigation est interdite.

### Rendement et production
Les rendements sont les mêmes que ceux de l'ensemble des appellations beaujolais et beaujolais-villages: 60 (rendement d'entrée en production) à 65 (rendement butoir) hectolitres par hectare pour la première appellation, 58 à 63 hl/ha pour la seconde.
Selon les données officielles de la Douane Française, la production du beaujolais nouveau (AOC beaujolais et beaujolais-villages cumulées) représente environ 53 000 hectolitres sur une superficie de 1 100 hectares environ en 2022 , soit un rendement de 50 hl / ha.

#### Différences de volume entre les sources
D'autres sources rapportent des données beaucoup plus élevées, allant jusqu'à 200 000 hectolitres par an, sans cependant citer la provenance de ces données,. Ainsi, le site internet des Vins du Beaujolais, dans son dossier de presse, mentionne :  "124 000 hectolitres soit 16,5 millions de bouteilles : c’est la commercialisation totale des beaujolais et beaujolais villages nouveaux en 2022", alors que les données des douanes relatent 53 376 hectolitres, soit moins de la moitié. Il est probable que les chiffres rapportés par ces sources soient obsolètes, reflétant une situation passée, alors que la production de vin primeur du Beaujolais, sous les deux appellations, est effectivement en forte baisse. Une source mentionne jusqu'à 500 000 hl en 1985, 600 000 hl en 1990 (plus de 10 fois la production actuelle), pour diminuer ensuite progressivement .

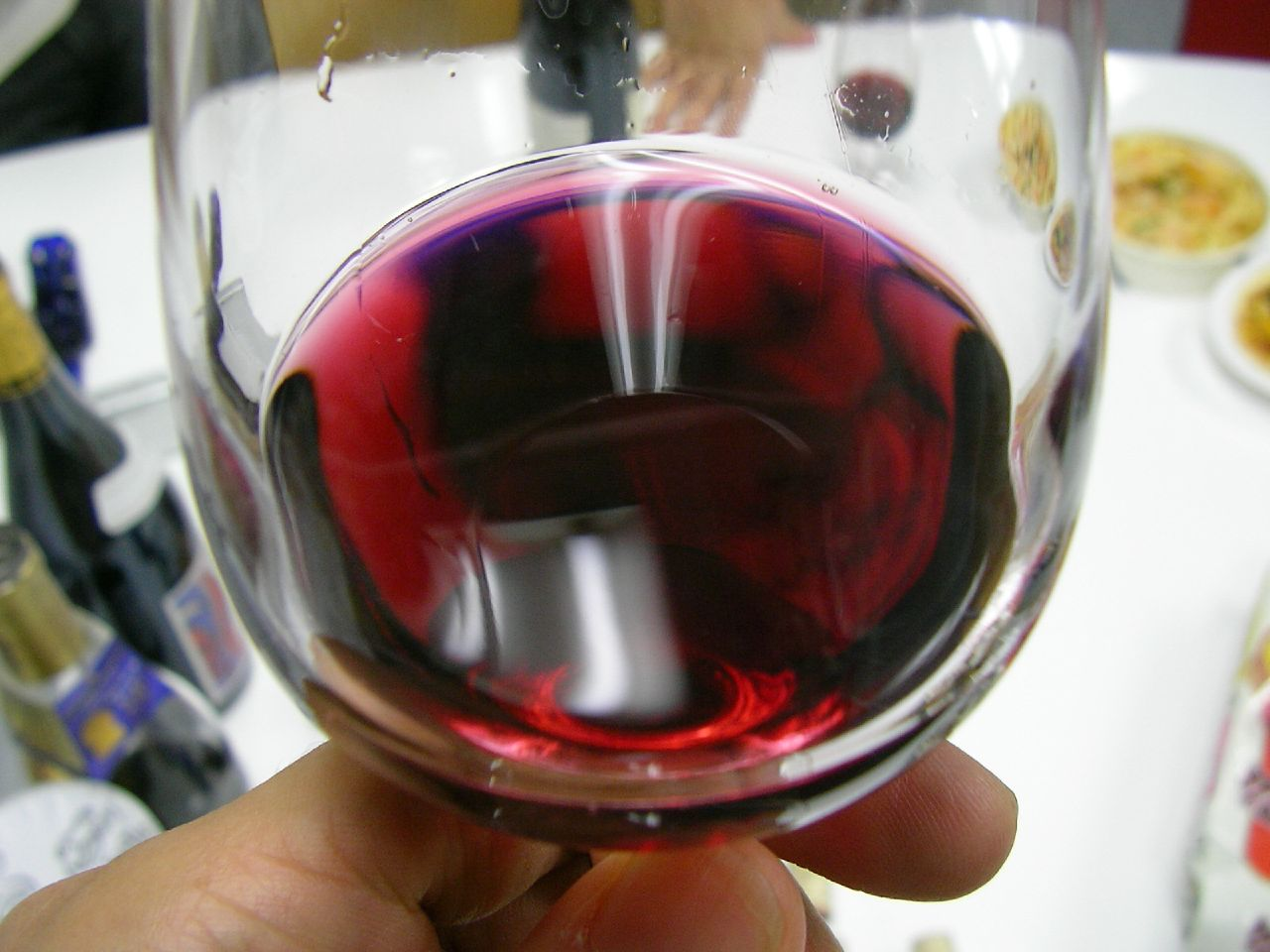
Verre de beaujolais nouveau au Japon.

### Vinification
La vinification du beaujolais nouveau fait appel à la méthode de la vinification beaujolaise, qui utilise notamment la macération carbonique. Il s'agit de faire macérer les grappes entières environ quatre jours dans des cuves saturées en CO2. Ce dioxyde de carbone est obtenu en faisant d'abord fermenter une partie de la récolte (10 à 30 %) en fond de cuve, foulée et levurée, auquel on rajoute le reste de la récolte dont les grappes doivent être le plus intact possible (non éraflées et non foulées, les baies ne doivent pas être écrasées). L'ajout de gaz carbonique artificiel est possible en complément, à titre d'inertage du milieu, pour la protection contre l'oxydation du moût.
La vinification est ensuite poursuivie classiquement par une fermentation alcoolique puis malolactique.
Les contraintes techniques de commercialisation rapide imposent aux vinificateurs d'assurer des fermentations rapides, et d'éventuelles filtrations après la vinification, le tout suivi immédiatement de la mise en bouteille. Les millésimes tardifs sont d'autant plus problématiques qu'ils peuvent réduire le délai de vinification de deux mois et demi à seulement un mois et demi, la date de mise en marché à la mi-novembre ne variant elle que de quelques jours.

#### Caractéristiques organoleptiques
Ce procédé de vinification carbonique et d'élaboration rapide favorise la production de vins légers et délicats.
La robe a une intensité peu soutenue, légère, de couleur rouge, rubis, à reflets rouges violets.
Le nez a des arômes fruités, aux nuances amyliques (bonbon anglais, banane, vernis à ongles) dues à un ester, l'acétate d'isoamyle, qui caractérise ces vins nouveaux. L'arôme amylique étant très caractéristique et reconnaissable, des levures ont été sélectionnées en ce sens, elles produisent cette molécule en proportions plus importantes. L'ensemencement des cuves pour la fermentation alcoolique peut être fait par la levure Lalvin 71B, qui favorise notamment les arômes amyliques. La tendance actuelle est d'évoluer vers des arômes moins simplificateurs en sélectionnant d'autres souches de levures qui donnent des arômes de fruits rouges. La macération carbonique intervient désormais faiblement dans la vinification
La bouche a une structure peu tannique, légère, donnant des vins faciles à boire. En contrepartie le beaujolais nouveau n'est pas un vin de garde, en raison de sa faible structure, il ne se conserve pas plus de quelques années. Les arômes fruités et flatteurs, eux, évoluent en quelques mois en des arômes plus traditionnels.

### Commercialisation

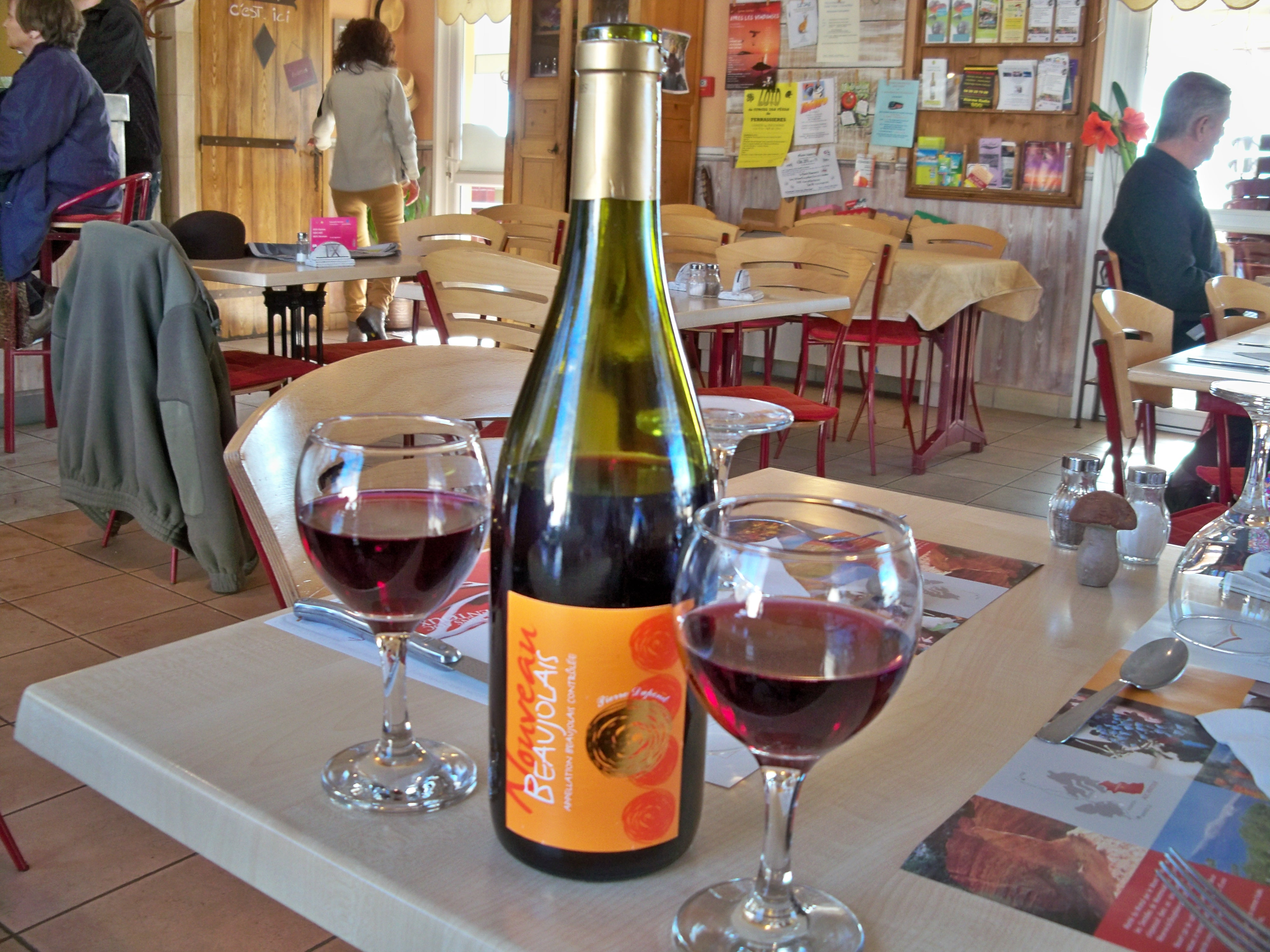
Beaujolais nouveau dans un bistrot de pays sur le plateau d'Albion.

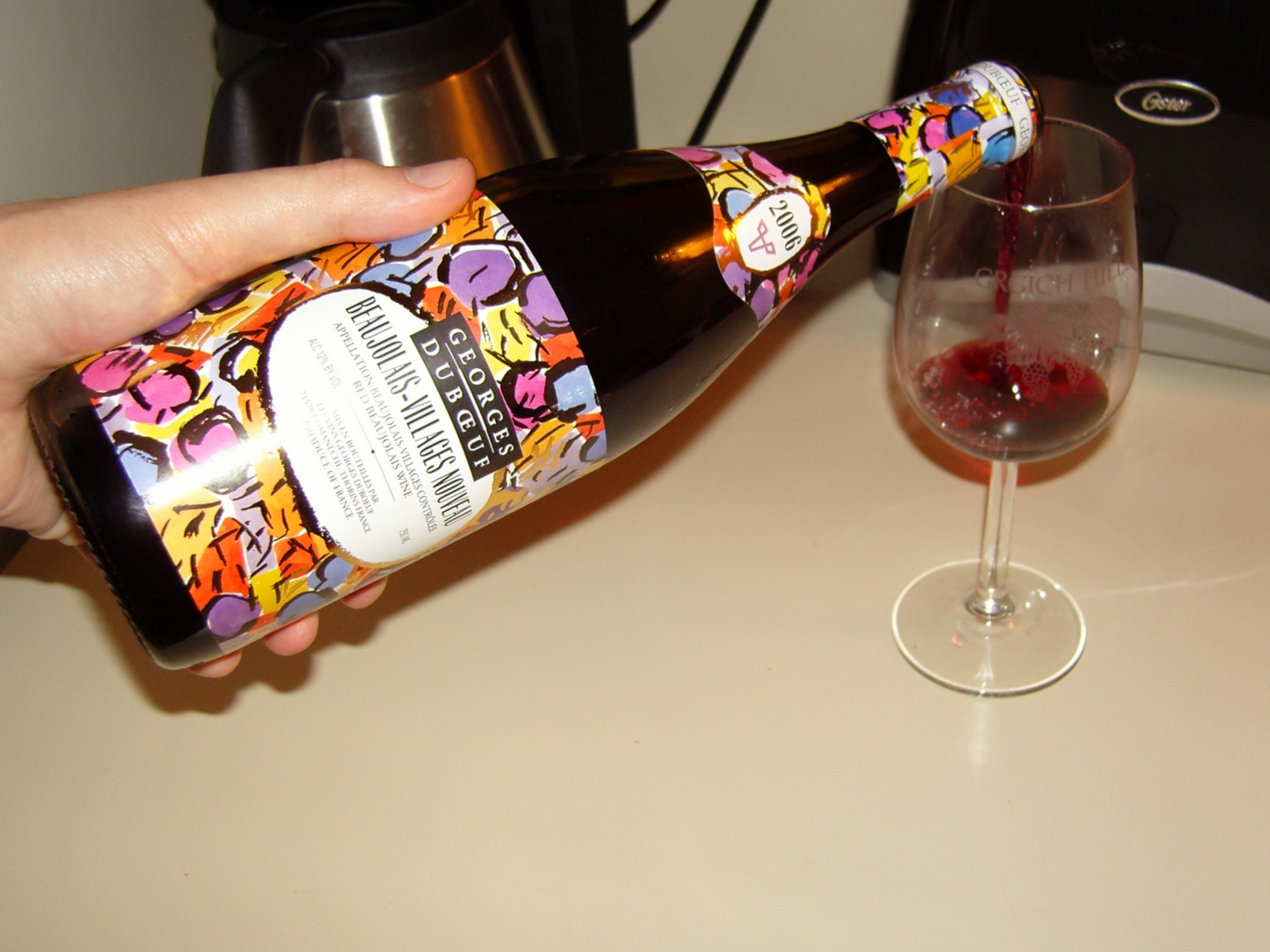
Bouteille de beaujolais-villages nouveau avec une étiquette colorée.

Cet événement est à la fois une fête commerciale et un moment de mise en avant d'un patrimoine, comme le précise le chercheur Kilien Stengel.
Environ la moitié du volume produit est exportée, jusqu'en Asie, notamment au Japon et en Corée du Sud.
L'arrivée du beaujolais nouveau est une tradition fêtée depuis plusieurs années dans de nombreux pays. Le troisième jeudi du mois de novembre de chaque année marque le début de la vente des premiers vins beaujolais. À précisément 0 h (soit le mercredi à 24 h), la commercialisation peut commencer. Pour cause de décalage horaire, les Japonais peuvent ainsi déguster la nouvelle récolte avant même les Français.
Le succès commercial du beaujolais nouveau a entraîné un développement des vins de primeur dans les autres vignobles, d'abord en France, puis dans les autres pays producteurs de vin, comme l'Italie ( vino novello (en) ).
En France, le lancement solennel du vin primeur a lieu, depuis 1988, lors de la fête traditionnelle des Sarmentelles à Beaujeu (dans le département du Rhône), la « capitale historique du Beaujolais », où une procession de brouettes remplies de sarments enflammés précède la mise en perce des premiers tonneaux aux douze coups de minuit.
| 2020  | 2021  | 2022  | 2023  | 2024  | 2025  | 2026  | 2027  | 2028  | 2029  | 2030  |
| ----- | ----- | ----- | ----- | ----- | ----- | ----- | ----- | ----- | ----- | ----- |
| 19/11 | 18/11 | 17/11 | 16/11 | 21/11 | 20/11 | 19/11 | 18/11 | 16/11 | 15/11 | 21/11 |

### Gastronomie
D'une façon générale, les beaujolais nouveau ont une robe rouge vif, limpide et brillante, rubis avec des reflets violets, un nez fruité le plus souvent amylique (banane mûre, bonbon anglais), avec une bouche gouleyante (il se boit facilement), peu tannique, acidulée et fruitée.
Il s'accorde traditionnellement avec de la charcuterie (saucisson, grattons, tripes, boudin, cervelas, etc.) et des châtaignes.